# Кайкавское наречие
Ка́йкавское наре́чие (также кайкавский диалект; самоназвания: kajkavsko narječje, kajkavština, kajkavica) — одно из трёх наречий хорватского языка и сербохорватского диалектного континуума наряду с чакавским и штокавским. Название наречия происходит от произношения местоимения «что» как «кай» (kaj < *къjь) в отличие от чакавского «ча» (ča < *čь) и штокавского «што» или «шта» («što», «šta» < *čь-to). Кайкавский распространён на северо-востоке Хорватии (включая район Загреба) и в приграничных районах Венгрии, а также в Румынии, имеет общие черты с соседними наречиями словенского языка.
На базе говоров кайкавского диалекта сформировался региональный литературный язык (или славянский литературный микроязык), единая норма которого так и не сложилась. На кайкавском региональном языке создано большое число литературных произведений. Расцвет кайкавской литературы приходится на XIV—XVIII века.

## Классификация
Первая классификация говоров кайкавского наречия была составлена сербским лингвистом А. Беличем. Данная классификация, в частности, приводится в Народной сербско-хорватско-словенской энциклопедии (Narodna enciklopedija srpsko-hrvatsko-slovenačka). А. Белич разделил кайкавский ареал на основе рефлексов праславянских сочетаний *tj, *dj на три группы говоров (или диалектов):
1. Восточные говоры (istočni dijalekt) — *tj > /ć/; *dj > /ž/;
2. Северо-западные говоры (sjeverozapadni dijalekt) — *tj > /č/; *dj > /j/;
3. Юго-западные говоры (jugozapadni dijalekt) — *tj > /ć/; *dj > /j/.

Последующее изучение кайкавских говоров не подтвердило в них подобного распространения рефлексов сочетаний *tj, *dj.
Д. Брозович выделил в кайкавском наречии 6 групп говоров (или диалектов):
1. Загорско-меджимурские говоры (zagorsko-međimurski dijalekt);
2. Туропольско-посавские говоры (turopoljsko-posavski dijalekt);
3. Крижевицко-подравские говоры (križevačko-podravski dijalekt);
4. Пригорские говоры (prigorski dijalekt);
5. Нижнесутлинские говоры (donjosutlanski dijalekt);
6. Горанские говоры (goranski dijalekt).

## История
Говоры кайкавского наречия в отличие от штокавских говоров были широко распространены среди хорватов в средневековье. Уже в XVII веке возникают предпосылки кодификации кайкавщины, когда представители озальского круга пытались на базе различных кайкавских говоров создать единую литературную норму. К концу XVIII — началу XIX века во многом благодаря творчеству авторов из Загреба, таких, как Титуш Брезовачки, Штефан Загребец, Игнац Кристиянович, в хорватской литературе начинает преобладать загребский городской вариант кайкавского языка (загребское койне). В кайкавском формируются литературный, разговорный, научный и другие функциональные языковые стили.

## Особенности
К особенностям кайкавского диалекта относят следующие фонетические и морфологические черты:

### Фонетика
1. Произношение на месте праславянских гласных *e и *ę чаще всего гласного нижнего подъёма æ: sælo < *selo «село», zæt < *zętь «зять» и т. п.
2. Произношение e на месте праславянского гласного *ě (leto < *lěto «год») и на месте редуцированных *ь/*ъ: pes < *pьsъ «собака».
3. На месте сонанта *l̥ и носового гласного *ǫ отмечается произношение закрытого ọ: *vl̥kъ > vọk «волк»; *mǫžь > mọš «мужчина».
4. Наличие согласных /č/, /j/ на месте праславянских сочетаний *tj, *dj, как и в словенском языке: noč «ночь», meja «межа» (с возможным в некоторых районах распространения кайкавского наречия — medža).
5. Оглушение смычных согласных на конце слова: произношение слова grad «город» как [grat], mraz «мороз» как [mras] и т. п. Оглушение смычных также характерно для словенского языка.
6. Сохранение /l/ в позиции перед согласным и в конце слова: bil «был», в штокавском наречии — bio.

### Морфология
1. Сохранение различий в формах множественного числа имени существительного:

| Падеж        | мужской род | женский род |
| ------------ | ----------- | ----------- |
| Именительный | gradi       | žene        |
| Родительный  | gradof      | žen         |
| Дательный    | gradom      | ženam       |
| Творительный | gradi       | ženami      |
| Предложный   | gradeh      | ženah       |
1. Отсутствие у существительных звательной формы.
2. Отсутствие аориста и имперфекта у глаголов.
3. Глагольная конструкция будущего времени, как и в словенском языке, включает вспомогательный глагол bom < *bǫdǫ и причастие на -l: bom delal «буду делать».